# Калашников, Константин Фёдорович
Константин Фёдорович Калашников — советский партийный и военный деятель, участник Великой Отечественной и советско-японской войн, генерал-лейтенант Советской Армии.

## Биография
Константин Фёдорович Калашников родился 3 июня 1912 года в посёлке Малиновка (ныне — Воротынский район Нижегородской области). Учился на историческом факультете Московского государственного университета, параллельно с учёбой активно занимался комсомольской и партийной работой, был членом комитета ВЛКСМ, секретарём парткома. Учился у профессора М. С. Зоркого. После окончания института — на партийной работе. Избирался делегатом XVIII съезда ВКП(б). В 1940 году окончил курсы военной подготовки для руководящих партийных работников.
Начало Великой Отечественной войны Калашников встретил в должности секретаря Московского горкома ВКП(б). В начальный период боевых действий проводил большую работу по мобилизации жителей столицы на борьбу с врагом, участвовал в организации формирования народного ополчения в столице, а также истребительных батальонов для борьбы с диверсионными группами парашютистов из числа лиц, не подлежавших призыву, руководил деятельностью печатных изданий, пропагандистской работой среди москвичей. Во время первых бомбардировок Москвы руководил от Московского горкома ВКП(б) постройкой в Центральном парке культуры и отдыха павильона для выставки, на которой были представлены обломки сбитых немецких самолётов. Эта выставка была открыта 17 августа 1941 года при большом стечении народа с участием председателя Московского горисполкома В. П. Пронина, Героя Советского Союза В. В. Талалихина, поэта В. И. Лебедева-Кумача. В период битвы за Москву неоднократно выезжал на фронт, в том числе с задачами организации подполья в районах, которым грозила немецкая оккупация.
После завершения контрнаступления советских войск под Москвой Калашников был откомандирован в распоряжение Главного политического управления РККА. В конце января 1942 года он был назначен заместителем начальника политотдела 7-й отдельной армии, а в марте 1942 года, в дни Любанской операции, — заместителем начальника Политуправления Волховского фронта. Проводил большую партийно-политическую работу среди личного состава во время боёв 2-й ударной армии под Мясным Бором, сражений на Киришском плацдарме. В дальнейшем, после перевода генерала И. В. Шикина в центральный аппарат Главного политуправления РККА, Калашников возглавил фронтовое Политуправление. В работе большое внимание уделял печатной и прочим формам агитационно-пропагандистской работы среди личного состава войск фронта. Сумел привлечь талантливых журналистов и литераторов к работе в газете Волховского фронта «Фронтовая правда», в том числе: А. Б. Чаковского, М. В. Эделя, П. Л. Далецкого, В. А. Рождественского, П. Н. Шубина, А. И. Гитовича, А. Т. Чивилихина, В. А. Сытина. Принимал активное участие в развитии снайперского движения на Волховском фронте. Под руководством Калашникова велась пропаганда, направленная на разложение вражеских войск.
При участии Калашникова организовывались действия войск фронта во время Синявинской операции, прорыва блокады Ленинграда, Мгинской и Новгородско-Лужской операций, окончательного снятия блокады Ленинграда. После расформирования Волховского фронта он был назначен начальником Политуправления Карельского фронта. Участвовал в планировании и организации боевых действий против финских войск, результатом которых стал выход Финляндии из войны, Петсамо-Киркенесской операции, в результате которой был освобождён запад Мурманской области и север Норвегии. По инициативе Калашникова через Главное политуправление РККА на Карельский фронт были направлены композитор М. Г. Фрадкин и поэт Л. И. Ошанин, которые написали песню «В белых просторах», ставшую фронтовым гимном.
В дальнейшем Управление Карельского фронта было выведено в резерв Ставки Верховного Главнокомандующего и передислоцировано в Ярославль. Весной 1945 года Калашников и ряд других представителей высшего командного состава, в том числе К. А. Мерецков и Т. Ф. Штыков в обстановке секретности отправились на Дальний Восток. Там он был назначен начальником политотдела Приморской группы войск, которая в начале августа 1945 года была преобразована в 1-й Дальневосточный фронт, начальником Политуправления которого остался Калашников. Участвовал в планировании и проведении боевых операций против Квантунской армии в Маньчжурии и Корее, ведя большую партийно-политическую и агитационно-пропагандистскую работу.
После окончания войны проживал и работал в Москве. Активно занимался общественной деятельностью. В 1980-е годы был начальником Управления издательства военной и военно-технической литературы на иностранных языках Министерства обороны СССР. Умер 18 декабря 1996 года, похоронен на Ваганьковском кладбище Москвы.

## Награды
- 3 ордена Красного Знамени (01.04.1943, 05.11.1944, 08.09.1945);
- Орден Кутузова 2-й степени (26.08.1944);
- 2 ордена Отечественной войны 1-й степени (21.02.1944, 1985);
- Орден Красной Звезды;
- Медали.

## Сочинения
В качестве редактора:
- Районы Московской области [Текст] : (Экон.-стат. описание) / Под. ред. К. Ф. Калашникова, Н. М. Васильева, И. А. Холина, А. Д. Антонова; Н.-и. ин-т экономики Моск. обл. — [Москва] : Моск. рабочий, 1939. — 284 с.
- Московская орденоносная [область] [Текст] : [Полит.-экон. очерк] / Под ред. К. Ф. Калашникова, Г. Н. Пальцева, И. А. Холина. — [Москва] : Моск. рабочий, 1939. — 128 с.

В качестве автора:
- Калашников К. Ф. Политическая агитация в условиях отечественной войны: [Из опыта Московской городской партийной организации] — Москва : Госполитиздат, 1941.
- Калашников К. Ф. Основные черты большевистской агитации — Москва: Госполитиздат, 1948. (переведена на венгерский, немецкий, чешский, словацкий, болгарский языки).
- Калашников К. Ф. Агитационная работа в массах: Стенограммы лекций, прочит. в Высш. парт. школе при ЦК ВКП(б) — Москва : тип. Высш. парт. школы при ЦК ВКП(б), 1948.
- Калашников К. Ф. Право вести за собой. — М.: Воениздат, 1981.
- Калашников К. Ф. Дорогой победы. Тропой Герострата: воспоминания о пережитом. — Палея, 1997.
- Калашников К. Ф. На Дальневосточных рубежах. // Военно-исторический журнал. — 1980. — № 8. — С.55-61.